# Польша на летних Олимпийских играх 2020
Польша на летних Олимпийских играх 2020 года была представлена 210 спортсменами в 28 видах спорта.
Первоначально Олимпийские игры должны были состояться в 2020 году, однако из-за пандемии COVID-19 Международный олимпийский комитет принял решение перенести Игры на 2021 год.
Представители Польши завоевали 14 медалей, это лучший результат для команды в XXI веке. Самым успешным видом спорта стала лёгкая атлетика, в ней поляки завоевали 9 медалей, включая все 4 золотые.

## Медали
| Золото  | |                                                        |           |
| №       | Спортсмены | Вид спорта (дисциплина)                                | Дата      |
| 1       | Кароль Залевский Наталья Качмарек Юстина Свенти-Эрсетиц Каетан Душиньский Ига Баумгарт-Витан Маложата Холуб-Ковалик Дариуш Ковалюк | Лёгкая атлетика (смешанная эстафета 4×400 метров)      | 31 июля   |
| 2       | Анита Влодарчик | Лёгкая атлетика (метание молота, женщины)              | 3 августа |
| 3       | Войцех Новицкий | Лёгкая атлетика (метание молота, мужчины)              | 4 августа |
| 4       | Давид Томаля | Лёгкая атлетика (ходьба на 50 км, мужчины)             | 6 августа |
| Серебро | |                                                        |           |
| №       | Спортсмены | Вид спорта (дисциплина)                                | Дата      |
| 1       | Ангешка Кобус-Завойская Марта Величко Мария Спрингвальд Катажина Зильман                                                           | Академическая гребля (четвёрки парные, женщины)        | 28 июля   |
| 2       | Каролина Ная Анна Пулавская | Гребля на байдарках и каноэ (K-2, 500 метров, женщины) | 3 августа |
| 3       | Агнешка Скшипулец Йоланта Огар | Парусный спорт (470, женщины)                          | 4 августа |
| 4       | Мария Андрейчик | Лёгкая атлетика (метание копья, женщины)               | 6 августа |
| 5       | Наталья Качмарек Ига Баумгарт-Витан Малгожата Холуб-Ковалик Юстина Свенти-Эрсетиц Анна Келбасиньская                               | Лёгкая атлетика (эстафета 4x400 метров, женщины)       | 7 августа |
| Бронза  | |                                                        |           |
| №       | Спортсмены | Вид спорта (дисциплина)                                | Дата      |
| 1       | Тадеуш Михалик | Борьба (греко-римская борьба, до 97 кг)                | 3 августа |
| 2       | Мальвина Копрон | Лёгкая атлетика (метание молота, женщины)              | 3 августа |
| 3       | Патрик Добек | Лёгкая атлетика (800 метров, мужчины)                  | 4 августа |
| 4       | Павел Файдек | Лёгкая атлетика (метание молота, мужчины)              | 4 августа |
| 5       | Каролина Ная Анна Пулавская Юстина Искшицкая Хелена Вишневская                                                                     | Гребля на байдарках и каноэ (K-4, 500 метров, женщины) | 7 августа |

## Состав сборной
Академическая гребля
1. Фабиан Бараньский
2. Марцин Бжезинский
3. Матеуш Бискуп
4. Миколай Бурда
5. Матеуш Виланговский
6. Мирослав Зентарский
7. Ежи Ковальский
8. Артур Миколайчевский
9. Чимон Посник
10. Виктор Хабель
11. Доминик Чая
12. Михал Шпаковский
13. Мария Вежбовская
14. Марта Величко
15. Джоанна Дитман
16. Катажина Зильман
17. Ангешка Кобус-Завойская
18. Ольга Михалкевич
19. Мария Спрингвальд
20. Моника Цячух

Баскетбол
 Баскетбол 3×3
1. Пшемыслав Замойский
2. Павел Павловский
3. Шимон Рдух
4. Майкл Хикс

 Бокс
1. Дамиан Дуркач
2. Эльжбета Вуйцик
3. Сандра Драбик
4. Каролина Кошевская

 Борьба
Вольная борьба
1. Магомедмурад Гаджиев
2. Камиль Рыбицкий
3. Агнешка Вещек
4. Йовита Вжесень
5. Роксана Засина

Греко-римская борьба
1. Тадеуш Михалик

Велоспорт
 Шоссейный велоспорт
1. Мацей Боднар
2. Михал Квятковский
3. Рафал Майка
4. Марта Лах
5. Катаржина Невядома
6. Анна Плихта

 Трековый велоспорт
1. Кшиштоф Максель
2. Патрик Райковский
3. Матеуш Рудык
4. Шимон Сайнок
5. Даниэль Станишевский
6. Марлена Карвацкая
7. Урсула Лось
8. Виктория Пикулик
9. Дарья Пикулик

 Маунтинбайк
1. Бартломей Вавак
2. Мая Влощовская

 Волейбол
1. Матеуш Бенек
2. Фабьян Джизга
3. Павел Заторский
4. Лукаш Качмарек
5. Якуб Кохановский
6. Михал Кубяк
7. Бартош Курек
8. Вильфредо Леон
9. Гжегож Ломач
10. Пётр Новаковский
11. Камиль Семенюк
12. Александер Сливка

 Гольф
1. Адриан Меронк

Гребля на байдарках и каноэ
 Гребля на гладкой воде
1. Томаш Барняк
2. Виктор Глазунов
3. Матеуш Каминьский
4. Дорота Боровская
5. Марта Вальчикевич
6. Хелена Вишневская
7. Юстина Искшицкая
8. Каролина Ная
9. Анна Пулавская

 Гребной слалом
1. Кшиштоф Маерчак
2. Гжегож Хедвиг
3. Кляудя Зволиньская
4. Александра Стах

 Дзюдо
1. Пётр Кучера
2. Мацей Сарнацкий
3. Юлия Ковальчик
4. Агата Оздоба-Блах
5. Беата Пацут
6. Агата Перенц

 Конный спорт
1. Ян Каминьский
2. Йоанна Павляк
3. Малгожата Цибульская

 Лёгкая атлетика
1. Рафал Августин
2. Артур Бжозовский
3. Матеуш Борковский
4. Аркадюш Гардзелевский
5. Патрик Добек
6. Каетан Душиньский
7. Матеуш Жезничак
8. Кароль Залевский
9. Дариуш Ковалюк
10. Якуб Кшевина
11. Марцин Левандовский
12. Лукаш Недзялек
13. Адам Новицкий
14. Михал Розмыс
15. Виктор Сувара
16. Давид Томаля
17. Марцин Чабовский
18. Дамьян Чикер
19. Клаудиа Адамек
20. Ига Баумгарт-Витан
21. Доминика Бацьмага
22. Анна Вельгош
23. Мартина Галант
24. Марлена Гола
25. Паулина Гузовская
26. Йоанна Йозвик
27. Наталья Качмарек
28. Анна Кельбасиньская
29. Алиция Конечек
30. Анета Конечек
31. Корнелия Лесевич
32. Йоанна Линкевич
33. Паулина Палюх
34. Марика Попович-Драпала
35. Ангелика Сарна
36. Юстина Свенти-Эрсетиц
37. Клаудиа Сицяж
38. Пиа Скшишовская
39. Малгожата Холуб-Ковалик

 Пляжный волейбол
1. Лосяк Бартош
2. Михал Брыль
3. Пётр Кантор
4. Гжегож Фиялек

 Стрельба из лука
1. Славомир Наплошек
2. Сильвия Зызанская